# Ле Ге, Клер-Мари

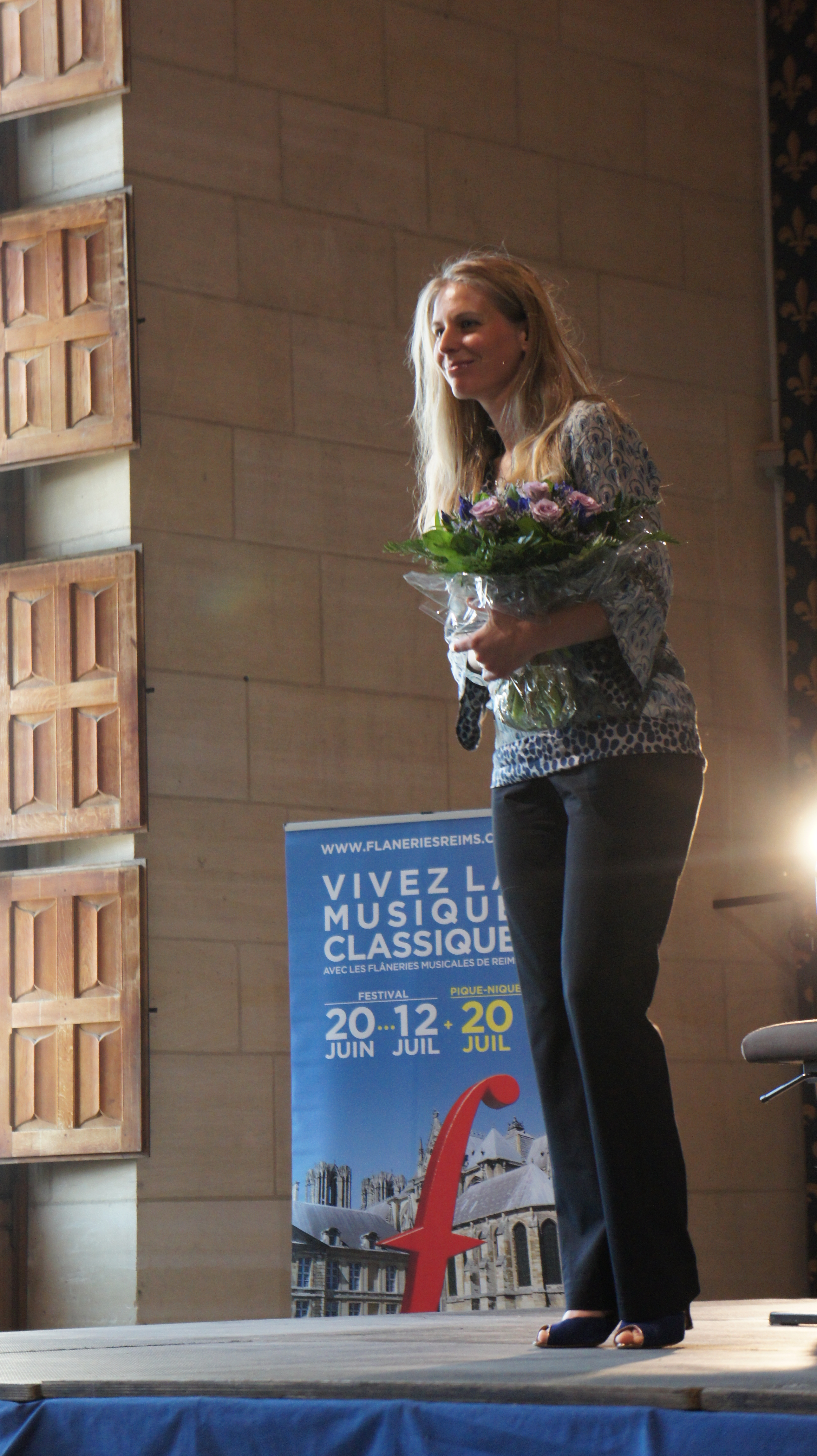
2013, Реймс.

Клер-Мари Ле Ге (фр.  Claire-Marie Le Guay; род. 13 июня 1974, Париж) — французская пианистка.

## Биография
Начала заниматься музыкой с четырёх лет. Закончила Парижскую консерваторию, совершенствовала пианистическое искусство под руководством Д.Башкирова, А. де Ларроча, А.Штайера. В 2000 году была приглашена Д.Баренбоймом в турне по США. Выступала на знаменитых музыкальных сценах мира с известными оркестрами под руководством крупных дирижёров (Жан-Клод Казадезюс, Э.Кривин, Е.Семкув, Ж. Ж. Канторов, Л.Сегерстам и др.), играла в ансамблях с Ж. Г. Кейра и другими музыкантами.

## Репертуар
Репертуар пианистки: Моцарт, Гайдн, Шуман, Лист, композиторы XX века (Барток, Стравинский, Дютийё, Э. Картер, Шульхоф, Губайдулина, Т. Эскеш и др.).

## Признание
Лауреат премии Марии Канальс (Барселона, 1994), Виктуар де ля мюзик в номинации Инструменталист — открытие года (1998).